# تشريفة آل المر
تشريفة آل المر رواية سورية ألفها الكاتب السوري عبد الكريم ناصيف.وقع اختيارها كواحدة من ضمن أفضل مائة رواية عربية.

## تقديم الكتاب
تؤرخ فترة غير قليلة من تاريخ المجتمع العربي السوري، تأريخاً فنياً، زمن الحرب العالمية الأولى، تصور ما جرى من أحداث بين العرب والأتراك.